# Ceropegia imbricata
Ceropegia imbricata är en oleanderväxtart som beskrevs av Eileen Adelaide Bruce och Bally. Ceropegia imbricata ingår i släktet Ceropegia och familjen oleanderväxter. Inga underarter finns listade i Catalogue of Life.